# Нэйсян
Нэйся́н (кит. упр. 内乡, пиньинь Nèixiāng) — уезд городского округа Наньян провинции Хэнань (КНР). Название уезда означает «внутренняя волость» и связано с тем, что в средневековье он находился между «северной волостью» и «южной волостью».

## История
Когда царство Цинь создало первую в истории Китая централизованную империю, то на этих землях были созданы уезды Чжунсян (中乡县) и Лисянь (郦县). При империи Хань часть этих земель вошла в состав уездов Бошань (博山县) и Даньшуй (丹水县), а уезд Чжунсян был переименован в Сисянь (析县).
При южной династии Сун в 420 году уезд Сисянь был разделён надвое, на территории современного уезда Нэйсян остался уезд Шуньян (顺阳县). При империи Южная Ци уезд Шуньян был переименован в Наньсян (南乡县). На месте прежнего уезда Нэйсян был создан округ Сиян (析阳郡), власти которого разместились в новом уезде Гайян (盖阳县).
Так как в этих местах пролегла граница между владениями Южной Ци и Северной Вэй, то в бурную эпоху Южных и Северных династий административное устройство этих мест постоянно менялось. При империи Западная Вэй в 536 году уезд Гайян был переименован в Нэйсян, однако уже в 552 году он получил название Чжунсян (中乡县).
При империи Суй в 583 году уезд Шуньян был расформирован, а его земли разделены между уездами Наньсян и Даньшуй. Из-за практики табу на имена чтобы избежать использования иероглифа «чжун», читавшегося точно так же, как и личное имя императора, уезд Чжунсян был переименован в Нэйсян. Уезд Лисянь получил новое название Цзюйтань (菊潭县).
После монгольского завоевания окрестные уезды были расформированы, а их земли были присоединены к уезду Нэйсян. При империи Мин в 1471 году западная часть уезда Нэйсян была выделена в отдельный уезд Сичуань.
Во время гражданской войны эти места в мае 1948 года оказались под контролем коммунистов, и западная часть уезда Нэйсян была выделена в отдельный уезд Сися. В январе 1949 года уезд Сися был вновь присоединён к уезду Нэйсян, но в декабре 1949 года уезд Сися был создан снова.
В 1949 году был создан Специальный район Наньян (南阳专区), и эти места вошли в его состав. Впоследствии Специальный район Наньян был переименован в Округ Наньян (南阳地区).
В 1994 году решением Госсовета КНР был расформирован округ Наньян и создан Городской округ Наньян.

## Административное деление
Уезд делится на 10 посёлков и 6 волостей.